# Jagiellonia Białystok w sezonie 1949
Związkowiec Białystok przystąpił do rozgrywek okręgowej A klasy Białostockiego OZPN. Przed sezonem KS Wici zmieniło swoją nazwę na Związkowiec.

## III poziom rozgrywkowy

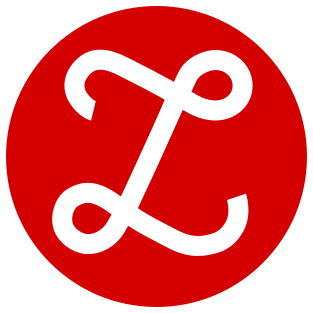
Herb Związkowca

Z powodu reorganizacji rozgrywek w poprzednim sezonie, białostocka drużyna znalazła się na III poziomie rozgrywkowym. Drużyny klasy A walczyły o awans do eliminacji o II ligę, która w 1949 roku miała 2 grupy (północną i południową).
Rozgrywki w białostockiej klasie A przebiegały głównie pod dyktando drużyn ze stolicy województwa. Milicyjna Gwardia okazała się czarnym koniem rozgrywek i jako beniaminek zajęła 1. miejsce. Za nią uplasowała się drużyna Związkowca z 15 punktami, następna drużyna miała 7 punktów.

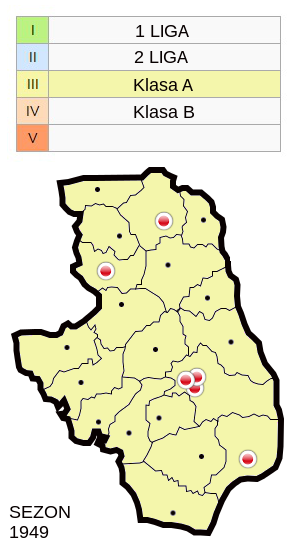
BOZPN - Zespoły występujące w Klasie A w sezonie 1949

## Końcowa tabela klasy A (Białostocki OZPN)
| Lp. | Drużyna               | M  | Z | R | P | Bramki | Bramki | Różn. | Pkt. | Uwagi            |
| --- | --------------------- | -- | - | - | - | ------ | ------ | ----- | ---- | ---------------- |
| 1   | Gwardia Białystok (b) | 10 | 9 | 1 | 0 | 35     | 10     | +25   | 19   | Elim. do II ligi |
| 2   | Związkowiec Białystok | 10 | 7 | 1 | 2 | 31     | 21     | +10   | 15   |                  |
| 3   | Żubr Hajnówka         | 10 | 3 | 1 | 6 | 18     | 24     | -6    | 7    |                  |
| 4   | WKS Wigry Suwałki     | 9  | 3 | 1 | 5 | 17     | 24     | -7    | 7    |                  |
| 5   | KS ZZK Ełk            | 9  | 3 | 0 | 6 | 20     | 27     | -7    | 6    |                  |
| 6   | WKS Piechur Białystok | 10 | 1 | 2 | 7 | 22     | 37     | -15   | 4    | Spadek kl.B      |

- Do klasy B spadł WKS Piechur Białystok, awansował KS ZZK Starosielce.
- Przed sezonem zmiana nazwy OMTUR Hajnówka na Żubr Hajnówka.
- Brak wyniku meczu Wigry Suwałki – KS ZZK Ełk.

## Mecze
| Mecze i wyniki | Mecze i wyniki       | Mecze i wyniki                  | Mecze i wyniki | Mecze i wyniki | Mecze i wyniki      | Mecze i wyniki | Mecze i wyniki  | Poz w lidze. | Poz w lidze. | Poz w lidze. |
| Lp. | Data                 | Rozgrywki                       | F.             | D/W            | Przeciwnik          | Wynik          | Strzelcy bramek | M.           | P.           | Br.          |
| --- | -------------------- | ------------------------------- | -------------- | -------------- | ------------------- | -------------- | --------------- | ------------ | ------------ | ------------ |
| 1 165 | 03.04.1949 Białystok | Klasa A - 1 kol.                | -              | D              | WKS (Wigry) Suwałki | 3:0(vo)        |                 | 1            | 2            | 3:0          |
| 2 166 | 10.04.1949 Hajnówka  | Klasa A - 2 kol.                | -              | W              | Żubr Hajnówka       | 1:1            |                 | 1            | 3            | 4:1          |
| 3 167 | 24.04.1949 Białystok | Klasa A - 3 kol.                | -              | D              | Piechur Białystok   | 4:2            |                 | 1            | 5            | 8:3          |
| | 15.05.1949 Białystok | Klasa A - 4 kol.                | -              | W              | Gwardia Białystok   | (przeł.)       |                 | 1            | 5            | 8:3          |
| 4 168 | 24.05.1949 Ełk       | Klasa A - 5 kol.                | -              | W              | KS ZZK Ełk          | 2:4            |                 | 1            | 7            | 12:5         |
| 5 169 | 29.05.1949 Suwałki   | Klasa A - 6 kol.                | -              | W              | WKS (Wigry) Suwałki | 3:5            |                 | 2            | 9            | 17:8         |
| 6 170 | 09.06.1949 Białystok | Klasa A - 4 kol. (mecz zaległy) | -              | W              | Gwardia Białystok   | 5:2            |                 | 2            | 9            | 19:13        |
| 7 171 | 12.06.1949 Białystok | Klasa A - 7 kol.                | -              | D              | Żubr Hajnówka       | 4:3            |                 | 2            | 11           | 23:16        |
| 8 172 | 16.06.1949 Białystok | Klasa A - 9 kol.                | -              | W              | Piechur Białystok   | 1:3            |                 | 2            | 13           | 26:17        |
| 9 173 | 19.06.1949 Białystok | Klasa A - 9 kol.                | -              | D              | KS ZZK Ełk          | 4:2            |                 | 2            | 15           | 30:19        |
| 10 174 | 23.06.1949 Białystok | Klasa A - 10 kol.               | -              | D              | Gwardia Białystok   | 1:3            |                 | 2            | 15           | 31:22        |
| - rozgrywki ligowe, - rozgrywki pucharu polski, - rozgrywki pucharu ligi, - rozgrywki ligi europejskiej, - mecze barażowe lub eliminacyjne, - inne. Liczba meczów w sezonie:1 2 (wszystkie mecze na najwyższym poziomie rozgrywkowym)3 (wszystkie mecze w rozgrywkach ligowych bez baraży) , Puchar Polski: 2 (mecze Pucharu Polski na szczeblu centralnym)3 (wszystkie mecze w Pucharze Polski) |                      |                                 |                |                |                     |                |                 |              |              |              |